# Smaragdina salicina
Espèce
Synonymes
- Buprestis salicina Scopoli, 1763[1]
- Cryptocephalus cyaneus Fabricius, 1775[1]
- Smaragdina cyanea (Fabricius, 1775)[1]

Smaragdina salicina, l'Émeraude du saule, est une espèce d'insectes coléoptères de la famille des Chrysomelidae.